# Jeremy Lubbock
Jeremy Lubbock (nacido el 4 de junio de 1931 en Londres - fallecido el 29 de enero de 2021) en Oxfordshire británico.
Lubbock, quien ha estado involucrado con la música desde la infancia, comenzó su carrera profesional como pianista en Londres mientras simultáneamente estudiaba y luego trabajaba en el campo de la arquitectura. En 1953 lanzó su propia canción, Catch a Falling Star , que le abrió el camino. En los años 50 y la década siguiente recorrió el mundo de clubes. En la década de 1970 trabajó para la televisión. En 1977 se mudó a Los Ángeles con su familia y comenzó a trabajar en la industria de la música como un arreglista muy respetado y respetado. Ha recibido varios premios por ello en los Premios Grammy, en 1985 junto a David Foster con el Premio Grammy a Mejor Arreglo, Instrumental y Voz. Lubbock también escribió música para Pat Metheny, Al Jarreau, Nancy Wilson, Chris Botti, Diane Schuur, Lou Rawls, The Manhattan Transfer, Milt Jackson, Ray Charles y Natalie Cole.
Su participación en la música de la película The Color Purple le valió una nominación al Oscar en la categoría de Mejor Banda Sonora en los Oscar de 1986, junto con sus colegas en torno a Quincy Jones.
Su trabajo como compositor de bandas sonoras incluye las películas Cancer (1988) y Help, I'm Going to Heaven (1996).